# Chiesa cattolica in Arabia Saudita
La Chiesa cattolica in Arabia Saudita è parte dell'universale Chiesa cattolica, in comunione con il vescovo di Roma, il papa.

## Storia
Il cristianesimo si diffuse nella penisola araba a partire dal IV secolo. La prima missione cristiana in Arabia meridionale documentata da fonti storiche fu quella guidata da Teofilo per conto dell’imperatore romano Costanzo II (337-361). Si recò nell'attuale Yemen presso un sovrano locale degli Himyariti al fine di proporgli la conversione alla religione cristiana. Non solo egli si convertì, ma finanziò la costruzione di tre chiese, una a Zafar (la città più grande), la seconda nell'emporio dei Romani, cioè Aden, e la terza nell'emporio dei Persiani (presumibilmente Hormuz). I tre luoghi erano molto frequentati dai mercanti bizantini. Teofilo avrebbe poi proseguito il viaggio alla volta della propria patria, l'arcipelago delle Maldive, per poi visitare i cristiani del Malabar, in India. Nel viaggio di ritorno avrebbe riattraversato l’Oceano Indiano verso ovest, facendo tappa in Etiopia e raggiungendo da lì l’Impero romano.
Nel VI secolo il cristianesimo si diffuse più massicciamente nella regione del Golfo, nelle zone costiere dello Yemen e nell'oasi di Najrān, nel sud. La predicazione fu opera di missionari persiani dell'impero sassanide e di missionari siriaci monofisiti. Due vescovi, consacrati nel 485 e nel 519, apparterrebbero alla comunità siriaca, forse proveniente dall'odierno Iraq.
Nel 520 è attestata a Zafar l'esistenza di una sede vescovile, retta da Gregenzio. Durante i suoi quattro anni di regno (521-525 circa), il sovrano himyarita Dhū Nuwās impose per motivi economici una forzata giudaizzazione. Cercò di estirpare il cristianesimo. Le sue persecuzioni provocarono la morte di 20.000 cristiani, che rifiutarono la conversione forzata. Oggi sono conosciuti come «martiri omeriti» (ossia martiri himyariti).
Con l'affermarsi dell'islam il cristianesimo sopravvisse soltanto a Najrān, che fu sottoposta alla legge della sharia, che prevedeva che le «genti del Libro» (cristiani ed ebrei) dovessero pagare un tributo (dhimma) per poter conservare la propria religione. Il califfo ʿOmar bin al-Khattāb (634-644) emise un decreto d'espulsione che portò la maggioranza dei cristiani a rifugiarsi presso l'irachena Kufa. Malgrado ciò, una discreta presenza cristiana nell'oasi di Najrān fu attestata fino al X secolo, quando la città eleggeva ancora un suo proprio vescovo.
Dopo il X secolo non si hanno più attestazioni di cristiani locali in Arabia Saudita.

## Situazione
Nel Paese esiste una consistente comunità cattolica, formata esclusivamente da lavoratori immigrati: in prevalenza cattolici filippini (circa 1,4 milioni, cioè l'85% cattolici secondo stime del 2010) e cattolici indiani (di cui non si conosce con esattezza il numero). Nel complesso, i cattolici costituiscono circa il 7% della popolazione saudita.

In Arabia Saudita non esiste una giurisdizione territoriale della Chiesa cattolica: il territorio del Paese è compreso nel vicariato apostolico dell'Arabia settentrionale con sede ad Awali, in Bahrein.

## Legislazione in materia di religione
In Arabia Saudita i culti non musulmani sono proibiti per legge. Convertire dall'islam a un'altra religione o rinunciare all'islam è considerato apostasia ed è un reato capitale, che può essere punito anche con la pena di morte. Nel Paese è punita con la pena capitale anche la diffamazione dell'islam (reato di blasfemia).
Di conseguenza, è vietata qualsiasi manifestazione pubblica della fede cristiana; la polizia religiosa saudita (Muṭawwiʿa) ha il compito di reprimere le celebrazioni clandestine. Ai sacerdoti cattolici è negato l'ingresso nel Paese.

## Rapporti tra Santa Sede e Arabia Saudita
Arabia Saudita e Santa Sede non intrattengono relazioni diplomatiche. Il rappresentante pontificio presso i cristiani locali è il delegato apostolico nella Penisola Arabica. Dal 22 luglio 2024 il delegato apostolico è Christophe Zakhia El-Kassis, arcivescovo titolare di Roselle, il quale è anche nunzio apostolico negli Emirati Arabi Uniti e nello Yemen e risiede ad Abu Dhabi.
Un momento storico si è avuto il 6 novembre 2007, quando papa Benedetto XVI ha ricevuto in udienza in Vaticano re Abdallah.

## Fonti
- Una selva di croci e nomi di martiri nel deserto dell'Arabia Saudita, dal sito di Asianews
- Croci e nomi di martiri nel deserto dell'Arabia Saudita, dal sito di Radio Vaticana